# Autobianchi Estense
L'Autobianchi Estense est un camion léger produit par le constructeur italien Autobianchi V.I. entre 1959 et 1968.
Ce modèle, avec le Scaligero, sera le dernier véhicule industriel de la marque Autobianchi qui, après son intégration dans le groupe Fiat, abandonnera cette gamme de produits.
Équipé des mêmes mécaniques que l'OM Leoncino, il connaîtra deux séries reconnaissables par la forme de la calandre : horizontale et basse sur la première série jusqu'en 1962, carrée et haute sur la seconde.
Comme le décrivait la publicité de l'époque, ce camion était un véhicule léger, puissant et économique. Il possédait notamment le gros avantage de disposer d'une carrosserie très soignée, d'un châssis robuste et d'une mécanique très fiable avec une consommation réduite. Il connut un succès commercial en Italie grâce à sa grande polyvalence.

## Les différentes séries
Comme pour beaucoup de véhicules de cette époque, et notamment les marques dont les productions ont été abandonnées comme Bianchi et Autobianchi, la documentation est très difficile à retrouver. Toute information fiable complémentaire est donc la bienvenue.

### 1resérie
L'Autobianchi Estense (code modèle usine ZAA 262) a été lancé en 1959 pour remplacer la gamme composée des modèles Visconteo, Ambrosiano et Filarete.
Le châssis reprenait celui du Sforzesco, très robuste, tandis que le moteur était le même que celui utilisé sur l'OM Leoncino seconde série. (ndr : OM était une filiale de Fiat V.I.). Ce moteur diesel OM CO 1D était un 4 cylindres de 4 156 cm3 développant 61 ch à 2 100 tr/min. La boîte de vitesses mécanique disposait de 4 vitesses plus réducteur soit 8+2 rapports.

### 2esérie
La seconde série (code usine ZAA 262B) date de 1962 et reprenait la même chaîne cinématique très robuste du modèle précédent. La cabine bénéficia d'améliorations de finition et l'ajout de vitres latérales arrière pour augmenter la visibilité du chauffeur et de phares dédoublés. 
La mécanique reprise de l'OM Leoncino 2e série fut remplacée par celle du Leoncino 3e série. Son moteur OM CO 2D développait 85 ch avec une cylindrée de 4.397 cm3. La charge utile était portée à 3,5 tonnes pour un poids total en charge (PTC) de 5,8 tonnes.
La production de l'Estense et de tous les autres véhicules industriels de la marque Autobianchi se terminera en 1968.